# Laboratorio Ambiental Marino del Pacífico
El Laboratorio Ambiental Marino del Pacífico (PMEL en inglés) es un laboratorio federal en la Oficina de Investigación Oceánica y Atmosférica (OAR) de la Administración Nacional Oceánica y Atmosférica (NOAA) de Estados Unidos de América. Es uno de los siete laboratorios de investigación de esta institución. El PMEL posee dos centros de investigación en el noroeste del Pacífico, en Seattle (Washington) y Newport (Oregón).

## Investigación
PMEL lleva a cabo investigaciones científicas interdisciplinarias en oceanografía y ciencias atmosféricas con el fin de mejorar la comprensión de los complejos procesos físicos y geoquímicos que operan en los océanos del mundo, especialmente en el Océano Pacífico, para definir las funciones de forzamiento y los procesos que impulsan la circulación oceánica y el sistema climático global. y mejorar las capacidades de pronóstico ambiental y otros servicios de apoyo para el comercio marítimo y la pesca.
Su personal de investigación está conformado por cerca de 180 científicos, ingenieros, administradores y profesionales de ingeniería informática.

### Proyectos PMEL
Sus campos de investigación se centran en la investigación del Clima-Tiempo (Dinámica del clima ártico, Química atmosférica, Interfaz del tiempo del clima, conjunto de boyas amarradas en climas tropicales globales, Observaciones globales de biogeoquímica y física oceánica, carbono oceánico, estaciones climáticas oceánicas, corrientes limítrofes del Pacífico Occidental), investigación de ecosistemas marinos (acústica marina, investigaciones coordinadas de ecosistemas y pesca-oceanografía, genética y Genómica, acidificación oceánica), Investigación de Océanos y Procesos Costeros (interacciones Tierra-Océano, investigación de Tsunamis, rastreadores oceánicos) e investigación innovadora (desarrollo de Ingeniería, tecnología innovadora para la exploración del Ártico, integración de datos científicos).

## Publicaciones destacadas
- McPhaden, Michael J.; Taft, Bruce A. (1 de noviembre de 1988). «Dynamics of Seasonal and Intraseasonal Variability in the Eastern Equatorial Pacific». Journal of Physical Oceanography (en inglés) 18 (11): 1713-1732. ISSN 0022-3670. doi:10.1175/1520-0485(1988)018<1713:DOSAIV>2.0.CO;2. Consultado el 6 de junio de 2022.
- McPhaden, Michael J.; Hayes, Stanley P. (1990). «Variability in the eastern equatorial Pacific Ocean during 1986–1988». Journal of Geophysical Research (en inglés) 95 (C8): 13195. ISSN 0148-0227. doi:10.1029/JC095iC08p13195. Consultado el 6 de junio de 2022.
- Bates, T. S.; Lamb, B. K.; Guenther, A.; Dignon, J.; Stoiber, R. E. (1992-04). «Sulfur emissions to the atmosphere from natural sourees». Journal of Atmospheric Chemistry (en inglés) 14 (1-4): 315-337. ISSN 0167-7764. doi:10.1007/BF00115242. Consultado el 6 de junio de 2022.
- Fox, Christopher G.; Radford, W. Eddie; Dziak, Robert P.; Lau, Tai-Kwan; Matsumoto, Haruyoshi; Schreiner, Anthony E. (15 de enero de 1995). «Acoustic detection of a seafloor spreading episode on the Juan de Fuca Ridge using military hydrophone arrays». Geophysical Research Letters (en inglés) 22 (2): 131-134. doi:10.1029/94GL02059. Consultado el 6 de junio de 2022.
- Feely, Richard; Sabine, Christopher; Takahashi, Taro; Wanninkhof, Rik (2001). «Uptake and Storage of Carbon Dioxide in the Ocean: The Global CO2 Survey». Oceanography 14 (4): 18-32. doi:10.5670/oceanog.2001.03. Consultado el 6 de junio de 2022.
- Sabine, Christopher L.; Feely, Richard A.; Gruber, Nicolas; Key, Robert M.; Lee, Kitack; Bullister, John L.; Wanninkhof, Rik; Wong, C. S. et al. (16 de julio de 2004). «The Oceanic Sink for Anthropogenic CO 2». Science (en inglés) 305 (5682): 367-371. ISSN 0036-8075. doi:10.1126/science.1097403. Consultado el 6 de junio de 2022.
- Feely, Richard A.; Sabine, Christopher L.; Lee, Kitack; Berelson, Will; Kleypas, Joanie; Fabry, Victoria J.; Millero, Frank J. (16 de julio de 2004). «Impact of Anthropogenic CO 2 on the CaCO 3 System in the Oceans». Science (en inglés) 305 (5682): 362-366. ISSN 0036-8075. doi:10.1126/science.1097329. Consultado el 6 de junio de 2022.
- McPhaden, Michael J.; Zebiak, Stephen E.; Glantz, Michael H. (15 de diciembre de 2006). «ENSO as an Integrating Concept in Earth Science». Science (en inglés) 314 (5806): 1740-1745. ISSN 0036-8075. doi:10.1126/science.1132588. Consultado el 6 de junio de 2022.
- Feely, Richard A.; Sabine, Christopher L.; Hernandez-Ayon, J. Martin; Ianson, Debby; Hales, Burke (13 de junio de 2008). «Evidence for Upwelling of Corrosive "Acidified" Water onto the Continental Shelf». Science (en inglés) 320 (5882): 1490-1492. ISSN 0036-8075. doi:10.1126/science.1155676. Consultado el 6 de junio de 2022.
- Feely, Richard; Doney, Scott; Cooley, Sarah (1 de diciembre de 2009). «Ocean Acidification: Present Conditions and Future Changes in a High-CO2 World». Oceanography 22 (4): 36-47. doi:10.5670/oceanog.2009.95. Consultado el 6 de junio de 2022.
- Overland, James; Dunlea, Edward; Box, Jason E.; Corell, Robert; Forsius, Martin; Kattsov, Vladimir; Olsen, Morten Skovgård; Pawlak, Janet et al. (2019-09). «The urgency of Arctic change». Polar Science (en inglés) 21: 6-13. doi:10.1016/j.polar.2018.11.008. Consultado el 6 de junio de 2022.